# Parascorpiops montanus
Genre
Espèce
Parascorpiops montanus, unique représentant du genre Parascorpiops, est une espèce de scorpions de la famille des Scorpiopidae.

## Distribution
Cette espèce est endémique du Sarawak en Malaisie,. Elle se rencontre vers Matang.

## Description
Parascorpiops montanus mesure de 40,3 à 55,1 mm.

## Publication originale
- Banks, 1928 : « Scorpions and Pedipalpi collected by Dr. E. Mjoberg in Borneo. » Sarawak Museum Journal, vol. 3, no 11, p. 505–506 (texte intégral).